# Lum Rexhepi
Lum Rexhepi (Turku, 3 augustus 1992) is een Fins-Kosovaars voormalig voetballer die doorgaans speelde als centrale verdediger. Tussen 2010 en 2021 was hij actief voor FC Honka, Pallohonka, Lillestrøm SK, HJK Helsinki, Go Ahead Eagles, KuPS, Partizan Tirana en JäPS. Rexhepi maakte in 2013 zijn debuut in het Fins en in 2014 in het Kosovaars voetbalelftal.

## Clubcarrière
Rexhepi speelde in de jeugdopleiding van FC Viikingit Helsinki, waar hij in 2005 weggeplukt werd door HJK Helsinki. In januari 2011 maakte hij opnieuw een overstap; hij werd namelijk overgenomen door FC Honka, waar hij in het eerste elftal ging spelen. De verdediger werd al snel een dragende speler bij de club en daarmee verdiende hij ook een plek in de Finse nationale selectie. In 2015 ging hij naar Lillestrøm SK in Noorwegen. Daar kwam hij door blessures niet in actie en in 2016 speelde hij voor HJK Helsinki. In februari 2017 tekende Rexhepi een contract voor anderhalf jaar bij Go Ahead Eagles. Hiervoor kwam hij twee keer in actie voordat de club en hij in januari 2018 zijn contract ontbonden. Eind maart 2018 ging hij voor KuPS spelen. Rexhepi vond in januari 2019 in Partizan Tirana een nieuwe werkgever, waar hij een halfjaar zou spelen. In februari 2020 tekende hij voor de rest van het kalenderjaar bij JäPS. Een jaar later besloot Rexhepi een punt te zetten achter zijn actieve loopbaan.

## Interlandcarrière
Rexhepi maakte zijn debuut in het Fins voetbalelftal op 26 januari 2013. Op die dag werd een vriendschappelijke wedstrijd tegen Zweden met 0–3 verloren. Hij mocht dertien minuten voor het einde van de wedstrijden invallen voor Markus Halsti.
In januari 2014 besloot de FIFA dat de Kosovaarse nationale elftallen en clubs internationale oefenwedstrijden mogen spelen tegen alle landen die zijn aangesloten bij de FIFA. Rexhepi besloot hierop om niet meer voor Finland, maar voor Kosovo uit te komen. De eerste officiële voetbalinterland van Kosovo vond plaats op 5 maart 2014. Tegenstander van dienst was Haïti, de wedstrijd eindigde op een scoreloos gelijkspel. Rexhepi debuteerde voor Kosovo in de wedstrijd tegen Haïti.
| Interlands van Lum Rexhepi voor Finland en Kosovo | Interlands van Lum Rexhepi voor Finland en Kosovo | Interlands van Lum Rexhepi voor Finland en Kosovo | Interlands van Lum Rexhepi voor Finland en Kosovo | Interlands van Lum Rexhepi voor Finland en Kosovo | Interlands van Lum Rexhepi voor Finland en Kosovo | Interlands van Lum Rexhepi voor Finland en Kosovo |
| №                                                 | Datum                                             | Wedstrijd                                         | Uitslag                                           | Competitie                                        | Goals                                             |                                                   |
| Namens Finland                                    | Namens Finland                                    | Namens Finland                                    | Namens Finland                                    | Namens Finland                                    | Namens Finland                                    | Namens Finland                                    |
| Als speler bij FC Honka                           | Als speler bij FC Honka                           | Als speler bij FC Honka                           | Als speler bij FC Honka                           | Als speler bij FC Honka                           | Als speler bij FC Honka                           | Als speler bij FC Honka                           |
| ------------------------------------------------- | ------------------------------------------------- | ------------------------------------------------- | ------------------------------------------------- | ------------------------------------------------- | ------------------------------------------------- | ------------------------------------------------- |
| 1                                                 | 26 januari 2013                                   | Finland – Zweden                                  | 0 – 3                                             | Vriendschappelijk                                 |                                                   |                                                   |
| Namens Kosovo                                     |                                                   |                                                   |                                                   |                                                   |                                                   |                                                   |
| Als speler bij FC Honka                           |                                                   |                                                   |                                                   |                                                   |                                                   |                                                   |
| 1                                                 | 5 maart 2014                                      | Kosovo – Haïti                                    | 0 – 0                                             | Vriendschappelijk                                 |                                                   |                                                   |
| 2                                                 | 21 mei 2014                                       | Kosovo – Turkije                                  | 1 – 6                                             | Vriendschappelijk                                 |                                                   |                                                   |
| Als speler bij HJK Helsinki                       |                                                   |                                                   |                                                   |                                                   |                                                   |                                                   |
| 3                                                 | 3 juni 2016                                       | Faeröer – Kosovo                                  | 0 – 2                                             | Vriendschappelijk                                 |                                                   |                                                   |

Bijgewerkt op 26 december 2023.

## Erelijst
| Suomen Cup | 1 | 2012 |